# KPMG
KPMG est un réseau international de cabinets d’audit et de conseil exerçant dans 143 pays. Il est composé de cabinets indépendants affiliés à KPMG International Limited, une société de droit anglais (« private company limited by guarantee »).
En 2024, KPMG emploie plus de 275 000 personnes dans 142 pays et a généré un chiffre d’affaires combiné de 38,4 milliards de dollars US. KPMG est l’un des quatre plus grands cabinets d'audit et de conseil (Big Four) avec Deloitte, PwC, et EY.
En France, KPMG est un des cabinets leader en audit, conseil, droit et fiscalité, et expertise comptable. Le cabinet emploie plus de 11 000 personnes et réalise un chiffre d'affaires de 1,55 milliard d'euros sur l'exercice fiscal 2024.
KPMG est le commissaire aux comptes de grandes entreprises françaises comme Carrefour, Compagnie de Saint-Gobain, Kering, Publicis, Orange, Renault, Sodexo, Total, Veolia Environnement et Vinci.

## Organisations et activités
- K est l'initiale de Klynveld. Le cabinet d'expertise-comptable Klynveld Kraayenhof & Co. fut fondé par Piet Klynveld à Amsterdam en 1917.
- P est l'initiale de Peat, du nom du cabinet d'expertise-comptable William Barclay Peat & Co., fondé par William Barclay Peat à Londres en 1870.
- M est l'initiale de Marwick : James Marwick s'associa avec Roger Mitchell pour créer à New York le cabinet d'expertise-comptable Marwick, Mitchell & Co. en 1897.
- G est l'initiale de Goerdeler. Dr. Reinhard Goerdeler sera longtemps à la tête de la Deutsche Treuhand-Gesellschaft (DTG) puis de KPMG.

## Histoire

### KPMG en France
Le cabinet français membre du réseau KPMG, a pour origine le cabinet Fiduciaire de France, créé à Grenoble en 1921 par Albert Liothaud, expert-comptable. Le cabinet a alors pour originalité de réunir experts-comptables, commissaires aux comptes, conseillers juridiques et conseillers fiscaux au sein d'une même entité.
- 1922 : rachat de la Fiduciaire de France à Grenoble par Léon et Fernand Galtier et transfert de son siège 12 rue de Penthièvre à Paris[5],
- 1945 : article 22 de l'ordonnance 45-2138 du 19 septembre 1945[6] créant l'ordre des experts-comptables et séparant des professions de commissaire aux comptes et d'expertise comptable d'une part, et de conseil juridique et fiscal d'autre part donnant naissance à la Fiduciaire de France et à la Société Juridique et Fiscale de France (devenue Fidal et dont Fidal Formations est sa filiale spécialisée en droit)[5],
- 1979 : la Fiduciaire de France est membre fondateur du réseau européen KMG (Klynveld Main Goerdeler)[5],
- 1986 : fusion entre KMG et Peat Marwick International pour constituer le réseau KPMG[7],
- 2000 : KPMG se sépare de ses activités de conseil en France[8],
- 2002 : Fidal le cabinet français d’avocats quitte le réseau KPMG[9],
- 2005 : le cabinet d’audit français Salustro Reydel fusionne avec KPMG S.A[10],[11].
- 2007 : création de la fondation KPMG[12],
- 2019 : création de KPMG Avocats[13],
- 2020 : lancement de KPMG Pulse[14],
- 2022 : adoption de la qualité d’entreprise à mission[15].
- 13 janvier 2025 : annonce de la création de RYDGE Conseil[16]

Les 11 000 employés (données de 2022) interviennent auprès de grands groupes français et internationaux, des ETI et des groupes familiaux, ou encore des PME et des start-up, dans tous les secteurs d’activité : industrie, distribution, établissements financiers, télécoms, etc., ainsi que les acteurs de l’économie sociale et solidaire et le secteur public.

### KPMG International Cooperative
Les entités locales de KPMG sont membres de KPMG International Limited entité de droit anglais qui ne propose pas de services à des clients et qui est propriétaire de la marque KPMG.
Liste des présidents de KPMG International
- Sir Michael Rake : 2002-2007 (Royaume-Uni)
- Timothy P. Flynn : 2007-2011 (États-Unis)
- Michael J. Andrew : 2011-2014 (Australie)
- John Veihmeyer : 2014-2017 (États-Unis)
- William B. Thomas : depuis 2017 (Canada)

## Controverse
En 2002, Karl Wüthrich, avocat de Wenger Plattner, est nommé par le tribunal à titre de liquidateur de la société Swissair. Il décide de poursuivre plusieurs banques et cabinets de conseils, notamment KPMG, afin de recouvrer des fonds alloués juste avant la faillite de l’entreprise. En 2005, le bureau d’audit accepte de restituer 35,5 millions de francs suisses à l’ancienne compagnie aérienne nationale.
KPMG produit en 2017 un rapport de complaisance afin de « blanchir » la société de capital-investissement émiratie Abraaj Capital (en). Celle-ci détournait des centaines de millions de dollars issus de levées de fonds à caractère caritatif,. En novembre 2021, deux unités d’Abraaj, qui sont maintenant en liquidation, ont intenté une action en justice à Dubaï contre KPMG LLP pour des dommages de 600 millions de dollars américains, alléguant que les comptables de KPMG « n’ont pas réussi à maintenir leur indépendance et une attitude appropriée de scepticisme professionnel » et ont manqué à leur devoir de diligence lors de l’audit de la société de capital-investissement.